# Glenea flavimembris
Glenea flavimembris là một loài bọ cánh cứng trong họ Cerambycidae.